# Swissquote
Die Swissquote Group Holding AG ist eine Schweizer Bankengruppe, die sich auf Dienstleistungen für den Wertpapierhandel und Geldanlagen spezialisiert hat. Swissquote bietet auch Dienstleistungen für unabhängige Vermögensverwalter sowie für andere Finanzinstitute an.
Seit 2000 sind die Aktien der Gruppe an der SIX Swiss Exchange unter dem Symbol «SQN» kotiert. Der Hauptsitz der Gruppe befindet sich in Gland, Schweiz. Das Unternehmen verfügt zudem über Standorte in Zürich, London, Dubai, Hongkong, Malta, Zypern, Bukarest, Singapur und Luxemburg sowie Kapstadt und beschäftigte im Jahr 2024 1’217 Mitarbeitende. Die Swissquote Bank AG verfügt über eine von ihrer Aufsichtsbehörde, der Eidgenössischen Finanzmarktaufsicht (FINMA), ausgestellte Banklizenz und ist Mitglied der Schweizerischen Bankiervereinigung (SBVg).

## Geschichte

### Anfangsjahre
1990 gründeten Marc Bürki und Paolo Buzzi das Unternehmen Marvel Communication SA, das sich auf die Entwicklung von Software und Webanwendungen für den Finanzsektor spezialisierte. Daraus ging die Finanzplattform Swissquote hervor, die 1996 freien Zugang zu allen an der Schweizer Börse gehandelten Wertpapieren bot.
Am 29. Mai 2000 ging die Swissquote-Aktie an die SIX Swiss Exchange.

### Expansion auf internationale Märkte
Im Jahr 2001 erhielt Swissquote Zugang zu den US-Börsen NYSE, NASDAQ und AMEX. Im Jahr 2002 übernahm das Unternehmen die Consors (Switzerland) AG, gefolgt von der Übernahme der Kunden der Skandia Bank Switzerland.

### Partnerschaften und Entwicklungsschritte
Im Jahr 2009 richtete Swissquote einen Lehrstuhl für Finanzmathematik an der Eidgenössischen Technischen Hochschule Lausanne (EPFL). Im Juni 2010 übernahm Swissquote das in Zürich ansässige Unternehmen Tradejet AG, eine Online-Informations- und Brokerage-Plattform, und im Oktober die ACM Advanced Currency Markets AG. Mit dieser letztgenannten Übernahme gehörte der Online-Forex-Handel zum Handelsgeschäft des Unternehmens. Im Mai 2012 erweiterte Swissquote sein Angebot durch das Swiss Derivatives OTC Trading System (Swiss DOTS) in Zusammenarbeit mit Goldman Sachs und UBS. Einige Jahre später kamen weitere Partner hinzu, darunter Vontobel, BNP Paribas und Société Générale.
Im Februar 2013 ging Swissquote eine Partnerschaft mit der Basellandschaftlichen Kantonalbank ein, um Online-Hypothekendienste anzubieten. Im September 2013 übernahm Swissquote den Forex-Brokers MIG Bank. Online-Hypotheken werden in Zusammenarbeit mit der BLKB und seit 2021 mit der LUKB angeboten. Im Januar 2015, nach dem Beschluss der Schweizerischen Nationalbank, den Mindestwechselkurs von CHF 1.20 pro Euro einzustellen, bildete Swissquote eine Reserve von 25 Millionen. 2015 lancierte das Unternehmen mit Themes Trading einen Service für thematisches Investieren.
Im Jahr 2016 brachte Swissquote eine Finanznachrichten-App für Apple TV auf den Markt. Zudem entwickelten die Ingenieure des Unternehmens, angelehnt an Pokémon GO, im selben Jahr Swissquote GO.
2017 bot Swissquote den Handel mit fünf Kryptowährungen (Bitcoin, Bitcoin Cash, Ether, Litecoin und Ripple) an.

### Expansion und neue Bankdienstleistungen
Um sich einen uneingeschränkten Zugang zu den europäischen Märkten zu sichern, kaufte Swissquote im August 2018 die Luxemburger Internaxx Bank SA mit rund 12'000 Kunden und einem Kundenvermögen von EUR 2 Milliarden. Nach der aufsichtsrechtlichen Genehmigung durch die Europäische Zentralbank und der CSSF in Luxemburg wurde das Unternehmen in Swissquote Bank Europe SA umbenannt. 2019 wurde die Übernahme abgeschlossen. Das Unternehmen ist jetzt eine 100%ige Tochtergesellschaft der Swissquote Group. Im selben Jahr präsentierte Swissquote eine Multiwährungskreditkarte, mit der in zwölf verschiedenen Währungen Transaktionen durchgeführt werden können.
Seit Oktober 2018 bietet Swissquote Kunden die Möglichkeit, durch die Teilnahme an ICOs Token mit Schweizer Franken über ihr Konto zu erwerben und sie bei Swissquote zu verwahren.
2019 eröffnete das Unternehmen mit der Swissquote Singapore Pte. einen weiteren Standort im Asien-Pazifik-Raum.

### Lancierung von Yuh mit PostFinance (2021)
Yuh SA wurde am 7. April 2021 als Joint Venture zu gleichen Teilen von Swissquote Bank AG und PostFinance AG in der Schweiz gegründet. Die Gesellschaft bietet die Finanz-App Yuh an. Insbesondere bietet die App Online-Banking, Aktien, Kryptowährungen, thematische Investitionen und an der Börse gehandelte Fonds (ETFs) an und zielt auf Anlage-Neukunden.
Seite Juli 2025 ist Yuh eine 100%-Tochter der Swissquote.
PostFinance bleibt mit der 5-prozentigen Beteiligung einer der größten Swissquote-Teilhaber: Swissquote bezahlte einen Teil des Kaufpreises in Form eigener Aktien.

### Jüngste Entwicklungen und strategische Partnerschaften (2021–bis heute)
Seit dem 1. Januar 2022 ist die Luzerner Kantonalbank (LUKB) der exklusive Vertriebspartner von Swissquote für Hypotheken.
Im Oktober 2022 lancierte Swissquote die Krypto-Börse SQX und erhielt Zugang zum Dubai Financial Market. Am 11. und 12. November wurde die Plattform von einem massiven DDoS-Angriff getroffen und war für eine längere Zeit außer Betrieb.
Seit 2023 unterstützt Swissquote das südafrikanische Projekt Santé Solaire im Rahmen seines Engagements für nachhaltige Entwicklungsprojekte.
Im März 2023 führte Swissquote im Rahmen seines Themes-Trading-Angebots das Impact-Investing-Portfolio ein. Dieses Portfolio ermöglicht es Kunden, in Qualitätsaktien zu investieren, während 50 % der Dividenden in reale Projekte fliessen, wie beispielsweise die Initiative von Solafrica zur Bereitstellung von Solarenergie für ein Gesundheitszentrum in Burkina Faso.
Im Mai 2023 ging Swissquote eine Partnerschaft mit der Investmentfirma Stableton und Morningstar Indexes ein, um ein aktiv verwaltetes Zertifikat (AMC) für Schweizer Privatanleger zu lancieren. Das AMC bietet Zugang zu 20 von Morningstar identifizierten Unicorn-Unternehmen. Später im Jahr führte Swissquote eine neue Anlage- und Sparlösung für die Vermögensverwaltung ein.
Im November 2023 führte Swissquote das Swiss Real Estate Certificate ein, das von Finstoy, einer in Lausanne ansässigen Vermögensverwaltungsgesellschaft mit über einem Jahrzehnt Erfahrung, verwaltet wird. Dieses Zertifikat ermöglicht Anlegern den Zugang zum Schweizer Immobilienmarkt, indem sie in ein Portfolio von Immobilienfonds investieren, die ausschliesslich Immobilien in der Schweiz halten.
Im Oktober 2024 führte Swissquote den Handel mit Bruchteilaktien für Privatanleger ein und erweiterte seine Zusammenarbeit mit dem Securities-Services-Geschäft von BNP Paribas.

## Tätigkeitsbereiche
Die Dienstleistungen umfassen hauptsächlich den elektronischen Handel von Aktien, Anlagefonds, Optionen/Warrants und Obligationen sowie die Konto- und Depotführung für Privatkunden, Vermögensverwalter und Firmenkunden. Nebst den bankspezifischen Dienstleistungen bietet das Unternehmen über sein Finanzportal verschiedene Analysetools an. Darüber hinaus bietet die Bank Devisenplattformen und -dienstleistungen, thematische Handelszertifikate sowie traditionelle Bankdienstleistungen wie Hypotheken, Sparkonten und Multi-Currency-Kreditkarten an.

## Unternehmensstruktur
(Quelle:)

### Swissquote Bank AG
Die Swissquote Bank AG besitzt eine Banklizenz, wird von der FINMA reguliert und ist Mitglied der Schweizerischen Bankiervereinigung.

### Swissquote Ltd (ehemals MIG Capital (Europe) Limited)
Swissquote Ltd, reguliert durch die Financial Conduct Authority (FCA), ist eine Investmentgesellschaft mit Sitz in London.

### Swissquote MEA Ltd
Die Swissquote Bank MEA Ltd, reguliert durch die Dubai Financial Services Authority (DFSA).

### Swissquote Asia Ltd (ehemals MIG Capital Asia Limited)
Swissquote Asia Ltd mit Sitz in Hongkong wird von der Securities and Futures Commission (SFC) reguliert.

### Swissquote Financial Services (Malta) Limited Limited
Swissquote Financial Services mit Sitz in Malta ist ein Investmentdienstleistungsunternehmen. Sie wird von der maltesischen Finanzdienstleistungsbehörde (MFSA) reguliert.

### Swissquote Pte. Ltd
Swissquote Pte. Ltd ist eine hundertprozentige Tochtergesellschaft der Swissquote Bank SA mit Sitz in Singapur. Sie besitzt eine von der Finanzaufsichtsbehörde Singapurs (Monetary Authority of Singapore, MAS) ausgestellte Lizenz für die Erbringung von Dienstleistungen am Kapitalmarkt.

### Swissquote Bank Europe SA (ehemals Internaxx Bank SA)
Swissquote Bank Europe SA mit Sitz in Luxemburg hat den Status einer Vollbank und wird durch die CSSF unter Aufsicht der Europäischen Zentralbank reguliert.

### Swissquote Capital Markets Ltd
Die Swissquote Capital Markets Limited wurde am 2. September 2021 in Zypern gegründet und ist seit dem 21. November 2022 eine in Zypern zugelassene Investmentgesellschaft. Sie steht unter der Aufsicht der Cyprus Securities and Exchange Commission (CySEC) und ist berechtigt, Investmentdienstleistungen zu erbringen.

### Swissquote Tech Hub Bucharest S.R.L.
Die am 19. Januar 2022 in Rumänien gegründete Swissquote Tech Hub Bucharest S.R.L. ist auf Computerprogrammierung, Beratung und damit verbundene Tätigkeiten spezialisiert und entwickelt Software für die Gruppe.

### Swissquote South Africa (Pty) Ltd
Swissquote übernimmt im März 2024 Optimatrade Investment Partners (Pty) Ltd, ein Finanzunternehmen mit Sitz in Kapstadt, das seit über einem Jahrzehnt als Vermittler für Swissquote tätig ist. Die Transaktion wurde am 1. März 2024 abgeschlossen.

## Partnerschaften
Von Januar 2015 bis Mai 2021 war Swissquote offizieller Partner von Manchester United. Diese globale Partnerschaft zielte darauf ab, die Dienstleistungen der Bankengruppe einem breiteren Publikum zugänglich zu machen, da der Verein weltweit über 650 Millionen Fans hat.
Bis 2020 wurde das Unternehmen offizieller Sponsor des Schweizer Eishockeyclubs Genève-Servette HC (GSHC). Im Jahr 2021 wurde es zudem offizieller Sponsor der ZSC Lions.
Seit 2021 ist Swissquote Partner der UEFA Europa League und der UEFA Europa Conference League.
Im Dezember 2024 wurde Swissquote gemeinsam mit seinem Joint Venture Yuh als Offizieller Nationaler Partner der UEFA Women's EURO 2025 bekannt gegeben, die in der Schweiz stattfinden wird.